# Milionia coccinata
Milionia coccinata là một loài bướm đêm trong họ Geometridae.